# The Grey Tower
The Grey Tower är en singel av Songs: Ohia, utgiven 2002 på Secretly Canadian

## Låtlista

### A-sida
1. "The Grey Tower" - 4:37

### B-sida
1. "Black Link to Fire Link" - 5:27